# Marc Octavi (tribú 133 aC)
Marc Octavi (en llatí probablement Marcus Octavius Caecina) va ser un magistrat romà del segle ii aC. Era potser el fill petit de Gneu Octavi (cònsol 165 aC) i germà de Gneu Octavi (cònsol 128 aC), segons es dedueix de l'edat que tenia, però cap autor antic parla d'un fill de Gneu Octavi amb aquest nom. Segons Juli Obseqüent portava el cognomen de Caecina.
Va ser col·lega de Tiberi Semproni Grac com a tribú de la plebs l'any 133 aC i va posar el seu veto a la Lex Sempronia Agraria que Grac va presentar. La seva oposició (tot i la seva amistat personal, a la que fa referència Plutarc) va abocar Grac a destituir-lo, plantejant un seriós problema polític.
Ciceró el lloa per la seva habilitat com a orador.